# 啮螽属
啮螽属（学名：Cecidophagula）为螽斯科的一个属。

## 下属物种
本属包括以下物种：
- 指突啮螽 Cecidophagula digitata Liu, 2000
- Cecidophagula leeuwenii (Karny, 1921)